# 三浦涼
三浦 涼（みうら りょう、2002年〈平成14年〉11月22日 - ）は、日本の女優。スカイハーツプロモーション所属。

## 人物
フランス生まれ。神奈川県育ち。身長159センチメートル。血液型はA型。

## 出演

### 映画
- 微睡にゆれる[1]

### 舞台
- 龍神ノ雨
- まつさをな[1]
- 愚作 悪霊〜鐘ノ 皇帝ニ告グ〜[1]
- 我が衝動[1]
- 天〜上見や風流、 こがねうを〜[1]
- ごきげんようアイドル![1]
- 春に籠る